# Freddy der Esel
Freddy der Esel ist eine Hörspielserie für Kinder, die von 1985 bis 2003 von dem evangelikal geprägten Verlag Schulte & Gerth auf Kompaktkassette und Compact Disc herausgegeben wurde. In den einzelnen Hörspielen erlebt Freddy der Esel zusammen mit seinem besten Freund Eugen Eule und weiteren tierischen Freunden viele Abenteuer. In den Hörspielen selbst geht es eher nicht um evangelikale Inhalte, sondern um die Vermittlung von Tugenden wie z. B. Ehrlichkeit, Freundschaft und Selbstwert. Dabei enthalten die Hörspiele stets Elemente eines Musicals mit bisweilen recht anspruchsvoll komponierten Songs.

## Figuren
Freddy der EselFreddy der Esel ist der Hauptcharakter der gleichnamigen Hörspielserie.
Eugen EuleEugen Eule ist der beste Freund von Freddy dem Esel. Er ist sehr kurzsichtig, trägt eine Brille und ist manchmal etwas schwer von Begriff.
BauernhoftiereHenning Hahn, Kriemhild die Ziege, Horst Hengst, Sokrates der alte Kater, Plato der schwarze Kater, Rafael der kleine Stier, Franz das Ferkel, Jana Maria Clarissa Agathe Cleopatra Hyazinthe Tullipatan Carola Sissi alias das Küken Nummer 123, Florian der kleine Esel, Cordelia Amalia Orphea Amaliswinter Fiodora Floshilde Heiefind Pouland Poulard geborene Federkiel
WaldtiereKurt Keiler, Dagobert der Dachs, Ede Elster, Lulu das kleine afrikanische Stinktiermädchen, Chico [Eichhörnchen]
Weitere TiereAdelgunde Victoria Möwe-Senkfuß, Gunnar von Amrum-Schenkelbach, Francis McBadger der Dachs, Horace Gamble der Iltis, Dorfpfarrer, Jonathan Bruno der Wal, Gulliver Geier

## Fortsetzungen
Neben der Hörspielserie von Freddy der Esel gibt es die Reihen Eugen & Ede, Juri & Janka sowie Mit Freddy durch die Bibel.

## Rezeption und Umsetzungen
Von der Katholischen Singschule Ravensburg wurde 2015 ein Kindermusical, das auf dem Hörspiel Seine zweite Reise basiert, in der Christkönigskirche im baden-Württembergischen Ravensburg aufgeführt. Außerdem wurde 2018 das Kindermusical Freddy der Esel im Zoo in der Wilgartishalle im rheinland-pfälzischen Wilgartswiesen gespielt. Es basiert auf der Hörspielfolge Im Zoo aus dem Jahr 1985.
2020 hat Freddy-Autor Olaf Franke auf seinem YouTube-Kanal eine bebilderte Neufassung von Freddys zweiter Reise veröffentlicht.

## Episodenliste
| #  | Episode                               | Beschreibung | Themen                                             | Charaktere |
| -- | ------------------------------------- | --- | -------------------------------------------------- | --- |
| 1  | Freddy der Esel                       | In seinem allerersten Abenteuer entdeckt Freddy, wie wertvoll die Freundschaft ist und dass es unterschiedliche Begabungen gibt, wie beispielsweise, dass die Kuh die Milch gibt und die Bienen Honig produzieren. | Selbstwert, Freundschaft, Begabungen               | Erzähler, Freddy der Esel, Kuh, Bienen, Schafe, Vögel, Hühner, Hund, Michael |
| 2  | Seine zweite Reise                    | Freddys Besitzer zieht in die Stadt und lässt Freddy zurück. Freddy sucht eine neue Aufgabe. Er trifft viele Tiere, denen er helfen kann. Am Ende bleibt er auf einem Bauernhof um die dortigen Tiere zu unterstützen. | Hilfsbereitschaft                                  | Erzähler, Michael, Freddy der Esel, Kälbchen, Kuh, Bienen, Schafe, Vögel, Horst Hengst, Hühner |
| 3  | Abenteuer im Wald                     | Freddy besucht seine Freunde im Wald. Da erfährt er, dass Eugen Eule seine Brille verloren hat. So machen sich alle auf die Suche, obwohl die Brille eigentlich schon längst gefunden worden ist. Eugen wird ungeduldig und fliegt gegen einen Ast. Da taucht die Brille dann doch auf und Eugen lernt zu vergeben. | Stehlen, Lügen, Vergebung                          | Freddy der Esel, Erzähler, Eichhörnchen, Enten, Kurt Keiler, Igel, Eugen Eule, Rosi Reh, Frösche, Igelkinder |
| 4  | Geburtstags-Party                     | Freddy hat Geburtstag. Er überlegt, ob der Bauernhof noch der richtige Platz für ihn ist. Als der Bauer einen neuen Hund kauft, zieht Freddy weiter. Eugen begleitet ihn. | Eifersucht, Ehrlichkeit und Geduld                 | Erzähler, Henning Hahn, Hühner, Freddy der Esel, Kuh, Bienen, Kriemhild, Ferkel, Eugen Eule, Frösche, Rosi Reh, Kurt Keiler, Dagobert Dobermann |
| 5  | Im Zoo                                | Nachdem Freddy beschlossen hat, den Bauernhof zu verlassen, gehen er und sein bester Freund Eugen auf Wanderschaft. Im städtischen Zoo treffen sie auf viele neue Tiere. Eugen tritt dabei von einem Fettnäpfchen ins nächste, weil er die anderen nur nach dem Äußeren beurteilt. | Fremdenfeindlichkeit, Vorurteile                   | Erzähler, Freddy der Esel, Eugen Eule, Schimpansen, Pfauen, Büffel, Kamel, Giraffe Eugenia, Kinder, Kater James |
| 6  | Geht zum Zirkus                       | Mit ihrem neuen Bekannten James machen sich Freddy und Eugen auf den Weg zum Zirkus. Dort treffen sie auch ihren alten Freund, das Pferd Horst Hengst, wieder. Außerdem gilt es bei den Pferden, Hunden und dem Bären Fedor Fedorowitsch den ein oder anderen Konflikt zu lösen. | Teamgeist und gegenseitige Unterstützung           | Erzähler, Freddy der Esel, Eugen Eule, Kater James, Löwe Agamemnon, Löwenfrau, Horst Hengst, Araberpferde, Hunde, Fedor Fedorowitsch, die Stubenfliege, Esel, Maddalena                                                                                             |
| 7  | Aufregung im großen Zelt              | Hier kriegt Eugen Eule eine Lektion in Geduld verabreicht, denn der fahrradfahrende Bär aus Russland kann nicht so schnell deutsch lernen wie Eugen sich das vorstellt. Das führt zu Wutausbrüchen und Karambolagen mit den spanischen Eseln. Aber Eugen erweist sich mit Freddys Hilfe als lernwillige Eule. | Geduld                                             | Erzähler, Freddy der Esel, Eugen Eule, Kater James, Löwe Agamemnon, Löwenfrau, Horst Hengst, Araberpferde, Hunde, Fedor Fedorowitsch, die Stubenfliege, Esel, Maddalena                                                                                             |
| 8  | Unter Verdacht                        | „Freddy will uns verlassen!“ Dieses Gerücht kursiert schnell im gesamten Zirkus und verbreitet schlechte Laune. Das wirkt sich auch sichtbar auf die Vorstellung aus. Als dann eigentlich alles wieder in Butter ist, geht das Zirkuszelt in Flammen auf. | Ehrlichkeit, Gerüchte                              | Erzähler, Freddy der Esel, Eugen Eule, Kater James, Löwe Agamemnon, Löwenfrau, Horst Hengst, Araberpferde, Hunde, Fedor Fedorowitsch, die Stubenfliege, Esel, Maddalena                                                                                             |
| 9  | Geht auf große Fahrt                  | Eigentlich möchten Freddy, Eugen und Horst Hengst auf dem schnellsten Weg nach Afrika, wo Horst die Zebras besuchen möchte. Doch dann streiten sie über den richtigen Weg zum Hafen und gehen gar getrennte Wege. Doch am Ende finden sie das richtige Schiff und haben sogar noch zwei neue Freunde dazugewonnen. | Rechthaberei, Versöhnung                           | Erzähler, Freddy der Esel, Eugen Eule, Horst Hengst, Sokrates, Adelgunde Victoria Möwe Senkfuß |
| 10 | Auf hoher See                         | Die Schiffsreise nach Afrika verläuft nicht völlig wie geplant. Denn zum einen kehrt die Möwe wieder um, und außerdem läuft das Schiff auf eine Sandbank. Bei alledem lernen Freddy und seine Freunde die Wichtigkeit und Priorität von Zielen näher kennen. | Zielstrebigkeit, Hilfsbereitschaft                 | Erzähler, Freddy der Esel, Eugen Eule, Horst Hengst, Sokrates, Adelgunde Victoria Möwe-Senkfuß, Jonathan der Wal, die Walrosse, die Kühe |
| 11 | Freddy und die Zebras                 | Nachdem Freddy und seine Freunde endlich in Afrika angekommen sind, treffen sie auch schon bald die Zebras. Doch die wollen mit Horst nichts zu tun haben, weil er keine Streifen hat. Daran ändert auch Horsts Rettung eines kleinen Zebras vor den Löwen nichts. Zu allem Überfluss sind auch noch gleichgültige Marabus zugegen. | Fremdenfeindlichkeit, Gleichgültigkeit             | Erzähler, Freddy, Eugen, Sokrates, Adelgunde, Horst Hengst, Elefanten, Giraffe, Marabus, Zebras |
| 12 | Streit in Afrika                      | Horst Hengst kuriert auf einer Tierstation in Afrika eine Beinverletzung aus, bis die Zebras ihn abholen kommen. Freddy und Eugen wollen den kranken Tieren beistehen. Der alte Kater Sokrates will seine Ruhe, und die Möwe stört ihn dabei. Beide müssen bei diesem Streit in Afrika lernen, einander die Wahrheit in Liebe zu sagen. | Streit, Liebe und Wahrheit                         | Erzähler, Freddy, Eugen, Sokrates, Adelgunde, Gunnar von Amrum-Schenkelbach Horst Hengst, Lulu, Aglaya (Hyäne), Venka (Schakal) |
| 13 | Die Rettungsaktion                    | Wilderer entführen ein altes Krokodil. Als Freddy das bemerkt, will er mit den anderen Tieren das Krokodil befreien. | Hilfsbereitschaft, Zusammenhalt und Teamgeist      | Erzähler, Freddy, Eugen, Sokrates, Adelgunde, Gunnar, Horst Hengst, Lulu, Venka, Mungos, Sekretär, Nashörner, Krokodilfratz |
| 14 | Eugen in Not                          | Horst muss sich von seinen Freunden verabschieden, und das fällt allen nicht leicht. Doch Eugen verliert sich gar völlig in Frust und Egoismus. Dann lernt er plötzlich Eulalia kennen. Doch die Liebe ist nur von kurzer Dauer, und so muss Eugen lernen, mit seinen Gefühlen richtig umzugehen. | Eifersucht, Abschied und Umgang mit Gefühlen       | Erzähler, Freddy, Eugen, Sokrates, Adelgunde, Gunnar, Horst Hengst, Lulu, Sekretär, Fratz, Eulalia |
| 15 | Freddy im Urwald                      | Das kleine Krokodil ist krank und deswegen haben Freddy, Eugen und Sokrates beschlossen, es zu seinen Verwandten am Nil zu bringen. Dabei müssen sie den Urwald durchqueren. Sokrates steht der Sache pessimistisch gegenüber und entmutigt die anderen durch sein ständiges Murren. Doch am Ende hat er gelernt, nicht gleich alles kritisch zu sehen. Auch das Stinktier ist den Freunden bis zum Nil gefolgt.                           | Pessimismus, Selbstvertrauen                       | Erzähler, Freddy, Eugen, Sokrates, Lulu, Fratz, Sekretär, Leopard, Gorillas, Arnold Junior |
| 16 | Freddy am Nil                         | Als die Tiere am Nil angekommen, wird das kleine Krokodil sofort angenommen. Das Stinktier bleibt einsam zurück. Es versucht, neue Freunde zu finden. So lernt es ein Nilpferdmädchen und eine Ameise kennen. Das kleine Krokodil erkennt, dass es einen Fehler gemacht hat, und so können am Ende doch alle gemeinsam spielen. | Freunde finden, Selbstwert                         | Erzähler, Freddy, Eugen, Sokrates, Lulu, Fratz, Krokodile, Lachhyäne, Ameise, Nilpferde, Hedwig |
| 17 | König Eugen                           | Auf dem Schiff, das Freddy, Eugen, Sokrates und Lulu nach Europa bringt, werden Pläne geschmiedet. Doch Eugen ist frustriert, als seine Freunde ihm nicht zuhören wollen. So fliegt er gegen die Reling und wird bewusstlos. In seinem Traum ist Eugen König von Rom und lässt seine Freunde ins Gefängnis werfen, ehe er durch die Revolution wieder aufwacht.                                                                            | Teamgeist, Selbstbestimmung und Selbstbeherrschung | Erzähler, Freddy, Eugen, Sokrates, Lulu, Katzen, Tiere in Rom |
| 18 | Der verschwundene Bruder              | Weil Sokrates´ Bruder hier wohnen soll, legen die Freunde in Neapel an. So machen sie sich auf die Suche. Am Folgetag soll das Stinktier auf das Quartier aufpassen, zieht aber auf eigene Faust los. Dabei gerät es in die Fänge von Plato, Sokrates´ Bruder. Mithilfe von Ede Elster finden auch die anderen das Versteck und es kommt zu Konfrontation. Am Schluss sind zwei Freunde hinzugewonnen                                      | Coolness, Freundlichkeit, Zuverlässigkeit          | Erzähler, Freddy, Eugen, Sokrates, Plato, Ede Elster, Lulu, Erpel, Hafentiere |
| 19 | Freddy auf Klettertour                | Freddy und seine Freunde sind auf ihrer Reise in der Schweiz angekommen. Hier teilen sie sich zunächst auf, weil jeder unterschiedliche Interessen hat. Das Stinktiermädchen ignoriert die Warnungen und stürzt ab. Nach seiner Rettung finden sich bald darauf alle unfreiwillig in einem Heißluftballon wieder. | Risiko, Gehorsam, Gefahr                           | Erzähler, Freddy, Eugen, Sokrates, Plato, Ede Elster, Lulu, Murmeltiere, Adler, Bobtail |
| 20 | Wieder zu Hause                       | Freddy und Eugen wachen im Wald auf und treffen dort auf ihre alten Freunde vom Bauernhof. Diese sind verängstigt in den Wald geflohen, seitdem ein gruseliges Ungetüm die Scheune besetzt hat. Dabei verbergen sich hinter dem Ungeheuer eigentlich sehr bekannte Wesen, die aber ebenfalls Angst haben. | Selbstsicherheit und der Umgang mit Angst          | Erzähler, Freddy, Eugen, Sokrates, Plato, Ede Elster, Henning, Kriemhild, Franz, Lulu, Bobtail |
| 21 | Krach auf dem Bauernhof               | Der Bobtail möchte mit dem Heißluftballon wieder nach England fliegen. Freddy wird ihn natürlich begleiten, doch wer darf noch mit? Darüber gibt es einen großen Streit auf dem Bauernhof, an dessen Ende der eine oder andere lernt zu verzichten. | Verzichten, Rücksicht, Großzügigkeit               | Erzähler, Freddy, Eugen, Sokrates, Plato, Ede Elster, Henning, Kriemhild, Lulu, Bobtail, Frösche, Clara und Paula |
| 22 | In England                            | Nachdem Freddy und seine Freunde in England gelandet sind, geraten sie schon bald an Wettbetrüger und einen Hasen, der ihnen zum Opfer gefallen ist. Plato, Ede Elster und Eugen wollen dem Hasen helfen, greifen dabei aber zu illegalen Mitteln. Freddy zeigt ihnen, wie man anderen ehrlich helfen kann, ohne zu betrügen. | Ehrlichkeit, Betrug, Zivilcourage                  | Erzähler, Freddy, Eugen, Plato, Ede Elster, Lulu, Bobtail, Gambel McBetcher, Horris, Hase, Hunde u. a. Oldlet, Stormy Patrol, Julian Forside und McBeth |
| 23 | Ein Fuchs geht um                     | Ein neuer Fuchs will sich im Wald sesshaft machen. Doch damit nicht genug. Er erpresst Freddy, damit der ihm ein Huhn gibt. Freddy lernt, dass man schlechte Geheimnisse nicht für sich behalten muss und dass man nur gemeinsam gegen böse Leute vorgehen kann. | gute und schlechte Geheimnisse                     | Erzähler, Freddy, Eugen, Sokrates, Plato, Ede Elster, Henning, Kriemhild, Franz, Lulu, Fuchs |
| 24 | Die Nervensäge                        | Florian, Freddys kleiner Neffe, ist auf dem Bauernhof zu Besuch. Doch er verhält sich nicht gerade höflich, sondern nervt alle Bewohner und verleitet die anderen Tierkinder zu lauter Unsinn. Nachdem sein Unsinn jedoch in einem Irrweg durch den dunklen Wald geendet hat, kommt er schließlich doch zur Einsicht. | Sensibilität, richtiges Verhalten in der Gruppe    | Erzähler, Freddy, Eugen, Sokrates, Plato, Ede Elster, Henning, Heidelinde (Huhn) Kriemhild, Kuh, Rafael, Franz, Jana Maria Clarissa Agathe Kleopatra Hyazinthe Tulipatan Carola Sissi, Lulu, Florian                                                                |
| 25 | Was ist bloß mit Eugen los?           | Eugen Eule hat sein Gedächtnis verloren! Deshalb versuchen Freddy und Sokrates, ihn an ihre gemeinsamen Abenteuer zu erinnern. Und am Ende haben Plato und Ede Elster die größte Freundesüberraschungsparty veranstaltet, zu der ganz viele Bekannte kommen. Ein Rückblick über die bisherigen Folgen. | Freundschaft                                       | Erzähler, Freddy, Eugen, Sokrates, Plato, Ede Elster, Henning, Horst Hengst, Lulu, Eichhörnchen, Rosie Reh, Kurt Keiler, Hugo, Clara und Paula, Fedor Fedorowitsch, Juri, Stubenfliege, Tiere in Rom, Bobtail                                                       |
| 26 | Freddy feiert Weihnachten             | Weihnachten steht vor der Tür und alle sind ganz aufgeregt. Doch Lulu, das kleine Stinktiermädchen aus Afrika, fragt sich, was es mit dem Weihnachtsfest auf sich hat. Doch niemand scheint es zu wissen oder ihr erklären zu können. Enttäuscht und einsam verlässt sie den Bauernhof und trifft im Wald auf den Dachs, der ihr die Geschichte des Weihnachtsfestes erklärt.                                                              | Weihnachten                                        | Erzähler, Freddy, Eugen, Sokrates, Plato, Ede Elster, Henning, Kriemhild, Kuh, Rafael, Franz, Jana Maria Clarissa Agathe Kleopatra Hyazinthe Tulipatan Carola Sissi, Lulu, Florian, Dagobert der Dachs, Prediger                                                    |
| 27 | Der Osterschatz                       | Auf dem Bauernhof steht das große Osterfest bevor. Alle freuen sich schon auf den Osterhasen und das schöne Wetter. Doch dann erzählt Lulu von einem Termitenschatz, der auf einem Friedhof versteckt sein soll. So machen sich die Tierkinder eines Nachts auf den Weg und treffen dabei auf den Dachs Dagobert, der ihnen die einzig wahre Ostergeschichte erzählt.                                                                      | Ostern                                             | Erzähler, Freddy, Eugen, Sokrates, Henning, Kriemhild, Rafael, Franz, Jana Maria Clarissa Agathe Kleopatra Hyazinthe Tulipatan Carola Sissi, Lulu, Dagobert |
| 28 | Freddy als Babysitter                 | Ein Lamm ist verschwunden! Da machen sich Freddy und Eugen natürlich sofort auf die Suche. Als sie es dann gefunden haben, geht es auf abenteuerliche Weise nach Hause. Das alles erinnert Eugen an Psalm 23: Der gute Hirte. | Verlieren, Wiederfinden, Geborgenheit              | Erzähler, Freddy, Eugen, Henning, Lamm, Bruno, Kurt Keiler |
| 29 | Der Truthahn                          | Auf dem Bauernhof taucht ein Truthahn auf. Henning Hahn ist damit nicht mehr der Chef auf dem Bauernhof und wird eifersüchtig. Doch als es darum geht, dass der Truthahn geschlachtet werden soll, lernt Henning, seine Eifersucht zu überwinden. | Eifersucht                                         | Erzähler, Freddy, Eugen, Sokrates, Henning, Hortensia (Huhn), Kriemhild, Kuh, Jana Maria Clarissa Agathe Kleopatra Hyazinthe Tulipatan Carola Sissi, Lulu, Truthahn                                                                                                 |
| 30 | Freddy und das kranke Pferd           | Horst Hengst ist schwer krank. Alle Bauernhoftiere bemitleiden ihn und versuchen ihm zu helfen. Außerdem werden sie nachdenklich und überlegen sich, wie es nach dem Tod weitergeht. Schließlich kommt Horst in eine Klinik und wir dann an einen Metzger verkauft, obwohl er wieder gesund ist. Doch Freddy und Eugen greifen ein. | Tod, Ewigkeit                                      | Erzähler, Freddy, Eugen, Sokrates, Henning, Horst Hengst, Lulu, Pferde |
| 31 | Das Gewitter                          | Eugen nimmt Lulu mit auf eine Flugreise. Doch dann zieht plötzlich ein Gewitter auf. Beide haben keine Ahnung, wie man sich bei Gewittern richtig schützt und treffen so in einem Höhleneingang auf einen Hasen, der ihnen manches erklärt. Doch dann stürzt der Höhleneingang ein, und nur dank Freddy, Sokrates, Henning und Horst werden die drei befreit.                                                                              | richtiges Verhalten bei Gewitter                   | Erzähler, Freddy, Eugen, Sokrates, Henning, Horst Hengst, Lulu, Lampe (Hase), Stier |
| 32 | Die Ausreißer                         | Den Tierkindern wird auf dem Bauernhof so sehr langweilig, dass sie einfach ausreißen. Es bereitet ihnen einen riesen Spaß, Henning und Kriemhild vor der Nase davonzufahren. Das löst eine abenteuerliche Verfolgung der Tierkinder aus, die am Hauptbahnhof der Stadt endet. | Langeweile, Verantwortung                          | Erzähler, Freddy, Eugen, Sokrates, Henning, Kriemhild, Rafael, Franz, Jana Maria Clarissa Agathe Kleopatra Hyazinthe Tulipatan Carola Sissi, Florian, Clara, Paula                                                                                                  |
| 33 | Eugen schreibt ein Buch               | Freddy besucht Eugen und erfährt von dessen neuem Buch. Dieses erzählt eine Kriminalgeschichte, die sich auf dem Bauernhof begeben hat. Dabei vermisst Kriemhild ihre Strohmatte und löst damit eine Suche nach dem Dieb aus, bis sich alle gegenseitig verdächtigen. Dabei hatte Kriemhild die Matte einfach verlegt! | Misstrauen, üble Nachrede, Verdächtigung           | Erzähler, Freddy. Eugen, Sokrates, Henning, Hühner, Kriemhild, Horst Hengst, Lulu |
| 34 | Der Tiger und der Pfau                | Im Wald sind plötzlich ein Tiger und ein Pfau. Und obwohl sie aufrichtig freundlich sind, hat vor allem Eugen Angst vor ihnen. Doch als ein Bär auftaucht, kommt der Tiger ganz recht. Der überfallene Bär kriegt sich hinterher nicht mehr ein vor Lachen, denn es handelt sich um Fedor Fedorowitsch Brumjoschkin, der sowohl den Tiger und den Pfau als auch Freddy und seine Freunde zum Zirkus bringen will.                          | Manieren, Höflichkeit, Freundlichkeit              | Erzähler, Freddy, Eugen, Henning, Lulu, Tiger, Pfau, Fedor Fedorowitsch Brumjoschkin |
| 35 | Eugens große Nummer                   | Die gesamte Belegschaft des Bauernhofes geht zum Zirkus. Da meint Eugen, er werde ein Star und müsse eine neue Karriere beim Zirkus beginnen. Sein Auftritt am Abend fällt jedoch buchstäblich ins Wasser und er muss sich bei denen entschuldigen, die er im Zuge seines Stolzes beleidigt hat. | Übermut, Hochmut, Selbstüberschätzung, Stolz       | Erzähler, Freddy. Eugen, Sokrates, Henning, Franz, Ferkel, Lulu, Fedor Fedorowitsch Brumjoschkin, Juri, Janka, Seehunde |
| 36 | Lulus Wunderblume                     | Lulu findet eine Blume im Wald. Durch ihren Geruch fühlt sich Lulu gut, stark und sehr glücklich. Doch schon bald fühlt sie sich unwohl, bekommt schlechte Laune und wird schnell wütend. Sie muss immer öfter zu ihrer Blume laufen. Kriemhild, die Ziege, vermutet nichts Gutes und folgt dem Stinktiermädchen. | Umgang mit Drogen                                  | Erzähler, Freddy, Eugen, Sokrates, Henning, Hühner, Kriemhild, Lulu, Bienen, Frösche |
| 37 | Die Eindringlinge                     | Die Waldtiere müssen vor wilden Hunden fliehen und quartieren sich auf dem Bauernhof ein. Als dann die Situation wieder bereinigt ist, wollen zunächst nicht alle den Bauernhof und die damit verbundene Bequemlichkeit verlassen. Aber auch sie müssen lernen, mit dem zufrieden sein, was man hat. | Zufriedenheit                                      | Erzähler, Freddy, Eugen, Sokrates, Henning, Kriemhild, Lulu, Frösche Bienen, Kurt Keiler, Paula |
| 38 | Die Neue                              | „Wir kriegen eine Neue!“ Diese Begeisterung ist jedoch schnell vorüber, sobald die Neue, eine Gans, tatsächlich eintrifft. Hinter ihrem langen Namen (s. rechts) verbirgt sich nämlich eine ungeheure Geschwätzigkeit. So wird die verscheucht, bis Freddy sie zurückholt, um zu vermitteln. | Umgang mit Fremden, Zuhören                        | Erzähler, Freddy, Eugen, Sokrates Henning, Kriemhild, Lulu, Cordelia Amalia Orphea Amaliswinter Fiodora Floshilde Heiefind Pouland Poulard geborene Federkiel |
| 39 | Abenteuer an der Nordsee              | Freddy, Eugen, Sokrates und Lulu machen auf einer Nordseeinsel Urlaub. Doch jeder möchte etwas anderes machen, und so teilen sie sich auf. Dabei gerät jeder in Versuchung: Eugen beklaut Urlauber, Lulu unterschätzt die Flut, Sokrates hält sich nicht an die Diät und Freddy betritt beinahe ein Naturschutzgebiet. | Langeweile, Zeitnutzung, Gewissen, Versuchung      | Erzähler, Freddy, Eugen, Sokrates, Lulu, Adelgunde Victoria Möwe Senkfuß, Wattwurm |
| 40 | Die Gans im Bienenstock               | Auf Freddys Bauernhof hat jedes Tier eine sinnvolle Aufgabe. Nur die eingebildete Gans Cordelia nicht! Deshalb sucht sie sich kurzerhand selbst eine Tätigkeit: Sie will von nun an den Bienenstock bewachen und die Arbeit der Bienen kontrollieren. Eugens Plan, um die Gans zur Vernunft zu bringen, endet in einem Tumult, der trotzdem die Fronten klärt.                                                                             | richtige Hilfe                                     | Erzähler, Freddy, Eugen, Sokrates, Henning, Kriemhild, Cordelia Amalia Orphea Amaliswinter Fiodora Floshilde Heiefind Pouland Poulard geborene Federkiel, Bienen, Fedor Fedorowitsch Brumjoschkin, Juri                                                             |
| 41 | Tour de Gans                          | Die Gans Cordelia kann einfach ihren Schnabel nicht halten: Überall läuft sie herum und prahlt mit ihrem früheren Zuhause. Henning reagiert seinerseits ebenfalls mit Angeberei. Deswegen hat Freddy die Idee, die Heimat der Gas zu besuchen. Das deckt nämlich manches auf und bereitet allem ein Ende. | Angeberei                                          | Erzähler, Freddy, Eugen, Sokrates, Henning, Kriemhild, Cordelia Amalia Orphea Amaliswinter Fiodora Floshilde Heiefind Pouland Poulard geborene Federkiel, Hofhund, Rudolf Reiermeier, Hedwig                                                                        |
| 42 | Operation Gänsemarsch                 | Lulu ist sauer auf die Männer, weil sie sich als Mädchen heruntergestuft fühlt. In diesem Moment wird die Kuh entführt. Und statt dass alle zusammenarbeiten, gibt es zwei Lager: Männer und Frauen. Und am Ende kommen alle zu dem Schluss, dass es nur gemeinsam geht. | Geschlechterrollen                                 | Erzähler, Freddy, Eugen, Sokrates, Henning, Kriemhild, Lulu, Cordelia Amalia Orphea Amaliswinter Fiodora Floshilde Heiefind Pouland Poulard geborene Federkiel, Bruno, Bienenkönigin                                                                                |
| 43 | Lulu und der rülpsende Frosch         | Lulu trifft im Wald auf Friedemann, den rülpsenden Frosch. Sie hat Mitleid mit ihm und tut alles, um aus ihm einen höflichen und fitten Frosch zu machen. Doch dann haut Friedemann einfach ab und muss um sein Leben kämpfen. Da entdeckt er dann doch Fleiß und Ehrgeiz. | Manieren, Fleiß                                    | Erzähler, Freddy, Eugen, Lulu, Friedemann von Quapp, Frösche, Kröte |
| 44 | Eugen und das verschwundene Stinktier | Eugen kommt ganz verstört zum Bauernhof, weil Lulu nicht wie vereinbart gekommen ist. Auch wenn es sich um ein Missverständnis handelt – was zu diesem Zeitpunkt noch keinem bewusst ist, beginnt eine Art Großfahndung nach dem Stinktier. | Fürsorge, Vertrauen                                | Erzähler, Freddy, Eugen, Sokrates, Henning, Lulu, Frösche, Friedemann von Quapp, Wiesel |
| 45 | Freddy und der seltsame Gast          | Freddy ist an diesem Tag ganz durcheinander: Alle sind ganz aufgeregt, weil im Wald ein berühmter Redner erwartet wird. Nur Freddy weiß von allem nichts und ist noch nicht mal eingeladen. Kein Wunder, denn es mangelte an der Kommunikation. | Kommunikation                                      | Erzähler, Freddy, Eugen, Sokrates, Henning, Lulu, Cordelia Amalia Orphea Amaliswinter Fiodora Floshilde Heiefind Pouland Poulard geborene Federkiel, Biene, Dagobert Dachs                                                                                          |
| 46 | Der merkwürdige Ferienbesuch          | Auf dem Bauernhof befinden sich erstmals Urlaubsgäste. Das bewirkt zum einen eine riesen Putzkolonne unter der Aufsicht der Gans, während sich zum anderen Eugen, Sokrates, Kriemhild und Lulu dem technischen Gerät widmen, das am Ende aber den Jungen der Familie zu ungeheuren Handlungen veranlasst. | Privatsphäre, Umgang mit Medien, Tierquälerei      | Erzähler, Freddy, Eugen, Sokrates, Henning, Hühner, Kriemhild, Lulu, Cordelia Amalia Orphea Amaliswinter Fiodora Floshilde Heiefind Pouland Poulard geborene Federkiel                                                                                              |
| 47 | Kriemhilds Rache                      | Kriemhild hat Geburtstag – doch das weiß keiner. Glaubt sie zumindest. Und als Eugen und Henning auch noch anfangen, heimlich über sie zu tuscheln, rastet sie völlig aus und rächt sich auf folgenschwere Art und Weise. Die miese Stimmung hat auch alle anderen Tiere angesteckt. | Streit, Rache, Laune                               | Erzähler, Freddy, Eugen, Sokrates, Henning, Kriemhild, Lulu, Cordelia Amalia Orphea Amaliswinter Fiodora Floshilde Heiefind Pouland Poulard geborene Federkiel |
| 48 | Henning der Querkopf                  | Die Gans ist im Urlaub und Henning sieht darin seine Chance, endlich selbst die Tiere herumzukommandieren. Doch die haben daran kein Interesse und so haut Henning einfach ab, bis er zu einer Burg kommt. Doch dort wird ausgerechnet er herumkommandiert, was auch ihm nicht passt. Schließlich wird der geheilte Henning von seinen Freunden befreit.                                                                                   | Autorität, Beleidigung, Schimpfwörter              | Erzähler, Freddy, Eugen, Sokrates, Henning, Hühner, Kriemhild, Horst Hengst, Lulu, Tauben, Krähen, Kauz |
| 49 | Das große Eseltreffen                 | Freddy macht sich auf den Weg zu einem großen Verwandtschaftstreffen. Eugen und Lulu begleiten ihn. Doch auch Kurt Keiler verfolgt die drei, weil Lulu an seiner Schlammsuhle gerochen hat. Während der Geburtstagsfeier von Großtante Ottilie kommt es dann zur großen Auseinandersetzung… | Zusammenhalt in der Familie                        | Erzähler, Freddy, Eugen, Henning, Kriemhild, Lulu, Kurt Keiler, Freddys Verwandte (u. a. Ottilie, Florian, Fritz und Friederike mit Falko, Fabian, Felicitas und Fanny; Traugott)                                                                                   |
| 50 | Freddy wird berühmt                   | Das hat es auf Freddys Bauernhof noch nie gegeben: Ein Filmteam steht mitten auf dem Hof und bereitet sich auf Dreharbeiten vor! Da ist es natürlich mit der Ruhe vorbei. Denn alle Bauernhoftiere haben nur noch eins im Kopf: Auch ein berühmter Filmstar zu werden. | echte Freundschaft                                 | Erzähler, Freddy, Eugen, Sokrates, Henning, Kriemhild, Horst Hengst, Lulu, Cordelia Amalia Orphea Amaliswinter Fiodora Floshilde Heiefind Pouland Poulard geborene Federkiel                                                                                        |
| 51 | Freddy geht zum Film                  | Freddys Abenteuer sollen verfilmt werden. Doch nur ganz wenige Tiere aus Freddys Freundeskreis dürfen mitspielen! Die anderen sind stinksauer und Lulu denkt sich alle möglichen Tricks aus, um doch noch eine Rolle zu ergattern. Auch Freddy, der lange auf seinen Einsatz gewartet hat, bekommt schließlich eine Abfuhr erteilt. | Arroganz, Freundschaft                             | Erzähler, Freddy, Eugen, Sokrates, Henning, Kriemhild, Horst Hengst, Lulu, Cordelia Amalia Orphea Amaliswinter Fiodora Floshilde Heiefind Pouland Poulard geborene Federkiel, Regisseur, Kameramann, Tontechniker, Florentine Fluschelohr                           |
| 52 | Der Schauspieler                      | Im Rahmen der Filmarbeiten wird für den verstorbenen alten Hund ein Schauspieler organisiert. Dieser kann seine Rolle auch wirklich vollkommen erfüllen. Allerdings nur im Film. Denn als die Bauernhoftiere mit all ihren Wünschen und Erwartungen an ihn herantreten, zeigt sich, dass der Schauspieler eben doch nur ein Schauspieler ist.                                                                                              | Vergleichen, Erwartungen, Einzigartigkeit          | Erzähler, Freddy, Eugen, Sokrates, Henning, Hühner, Kriemhild, Horst Hengst, Franz, Lulu, Cordelia Amalia Orphea Amaliswinter Fiodora Floshilde Heiefind Pouland Poulard geborene Federkiel, Schauspieler, Regisseur, Kameramann, Tontechniker                      |
| 53 | Der Platzhirsch                       | Im Wald taucht ein neues Tier auf: ein großer Hirsch. Dieser will sich allerdings nicht einfach in das Zusammenleben einfügen, sondern alle vertreiben und seine Ruhe haben. Doch Eugen, Chico, Freddy und Lulu geben nicht so einfach auf und erreichen, dass der erste Wahlkampf im Wald überhaupt ausgetragen wird. | friedliches Zusammenleben, Egoismus                | Erzähler, Freddy, Eugen, Plato, Henning, Kriemhild, Lulu, Cordelia Amalia Orphea Amaliswinter Fiodora Floshilde Heiefind Pouland Poulard geborene Federkiel, Chico, Kurt Keiler, Frösche, Hirsch                                                                    |
| 54 | Kriemhild und die sieben Ferkel       | Weil Mama Schwein zum Tierarzt muss, sind die Ferkel auf einmal unbeaufsichtigt und drohen alles durcheinander zu bringen. Doch Kriemhild ernennt sich selbst zum Schweinebabysitter. Dabei möchte sie eigentlich noch Freddys Geburtstag vorbereiten. Und das alles ganz allein. Bis sie dann verstanden hat, dass man sich auch gegenseitig helfen kann, ist es durch die Gans schon fast zu spät.                                       | Zusammen arbeiten                                  | Erzähler, Freddy, Eugen, Sokrates, Ede Elster, Henning, Kriemhild, Ferkel (Leopold, Eberhardt, Franz, Hedwig, Lieschen, Fritzchen, Klärchen), Lulu, Cordelia Amalia Orphea Amaliswinter Fiodora Floshilde Heiefind Pouland Poulard geborene Federkiel, Schauspieler |
| 55 | Der Zoodetektiv                       | Freddy und seine Freunde machen einen Ausflug in den Zoo. Hier sind Eugen, Plato und Ede Elster schon bald mit dem stotternden Geier Gulliver beschäftigt. Sie wollen ihm helfen, dass er ohne stottern sprechen kann. Doch das ist nicht die einzige Herausforderung: Freddy und Lulu beobachten, wie Tierkinder entführt werden sollen. Durch gemeinsames Handeln lernen die Freunde, Hindernisse zu überwinden.                         | Hindernisse überwinden                             | Erzähler, Freddy, Eugen, Sokrates, Plato, Ede Elster, Henning, Kriemhild, Lulu, Gulliver Geier |
| 56 | Der Pfingstochse                      | Rafael möchte sehr gerne einmal seinen Papa kennenlernen. Dazu bietet sich beim großen Jahrmarkt anlässlich des Pfingstfestes die Gelegenheit. Doch durch ein Missverständnis bringen Eugen und Lulu mal wieder alles durcheinander. Am Ende hat Rafael seinen Papa getroffen und gelernt, was Pfingsten bedeutet. | Mama und Papa, Pfingsten                           | Erzähler, Freddy, Eugen, Sokrates, Henning, Kriemhild, Rafael, Lulu, Cordelia Amalia Orphea Amaliswinter Fiodora Floshilde Heiefind Pouland Poulard geborene Federkiel, Frösche, Ochsen, Corbinian                                                                  |
| 57 | Dem Stinktier auf der Spur            | Lulu möchte eigentlich anderen Tieren helfen. Doch sobald sie sich für ein Problem bereiterklärt, weisen Freddy und Eugen sie ab: Dafür bist du noch zu klein. Dabei braucht es manchmal auch die Kleinen – wie die Mäuse. Sie warnen alle Tiere, als eines Nachts der Bauernhof brennt. | Alle sind wertvoll – auch die Kleinen              | Erzähler, Freddy, Eugen, Sokrates, Plato, Ede Elster, Henning, Kriemhild, Lulu, Cordelia Amalia Orphea Amaliswinter Fiodora Floshilde Heiefind Pouland Poulard geborene Federkiel, Widder, Maus                                                                     |
| 58 | Die Komikerin                         | Ein großes Scheunenfest steht bevor. Und damit einher geht auch das Gerücht: Das wichtigste Tier bekommt einen Preis. Natürlich denkt jeder, dass er selbst das wichtigste Tier ist, und versucht, die anderen hiervon zu überzeugen. So fängt Lulu zum Beispiel an, überall ihre Witze zu erzählen. Doch als die Küken im Wald verschwunden sind, müssen alle zusammen helfen. Und am Ende ging es auch gar nicht um das wichtigste Tier… | Jeder ist wichtig                                  | Erzähler, Freddy, Eugen, Sokrates, Henning, Kriemhild, Horst Hengst, Kuh, Rafael, Franz, Lulu, Cordelia Amalia Orphea Amaliswinter Fiodora Floshilde Heiefind Pouland Poulard geborene Federkiel, Kurt Keiler                                                       |
| 59 | Gefährliche Ferien                    | Zum Abschluss der Freddy-Reihe machen Freddy und seine Freunde noch einmal Urlaub auf der Nordseeinsel. Hier wohnt auch ihre alte Bekannte, die Möwe. Doch sie ist sauer, weil immer wieder Menschen in die Nistplätze eindringen. Die Möwen wollen sie mit Gewalt vertreiben, doch durch Freddy und eine Bombe gelingt es, den Konflikt friedlich zu lösen.                                                                               | Konfliktlösung                                     | Erzähler, Freddy, Eugen, Sokrates, Plato, Ede Elster, Henning, Kriemhild, Lulu, Cordelia Amalia Orphea Amaliswinter Fiodora Floshilde Heiefind Pouland Poulard geborene Federkiel, Gunnar, Adelgunde Viktoria Möwe Senkfuß, Möwen: u. a. Kurt Haubentaucher         |